# Александрова-Гнесина, Ольга Фабиановна
О́льга Фабиа́новна Александрова-Гне́сина (17 (30) октября 1881 — 9 марта 1963) — русская и советская пианистка, педагог. Одна из сестёр Гнесиных. Заслуженный артист РСФСР (1935). Заслуженный деятель искусств РСФСР (1945).

## Биография

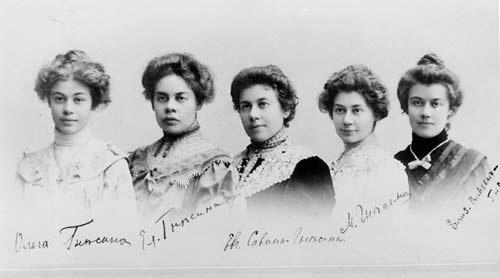
Сёстры Гнесины, Ольга Фабиановна крайняя слева

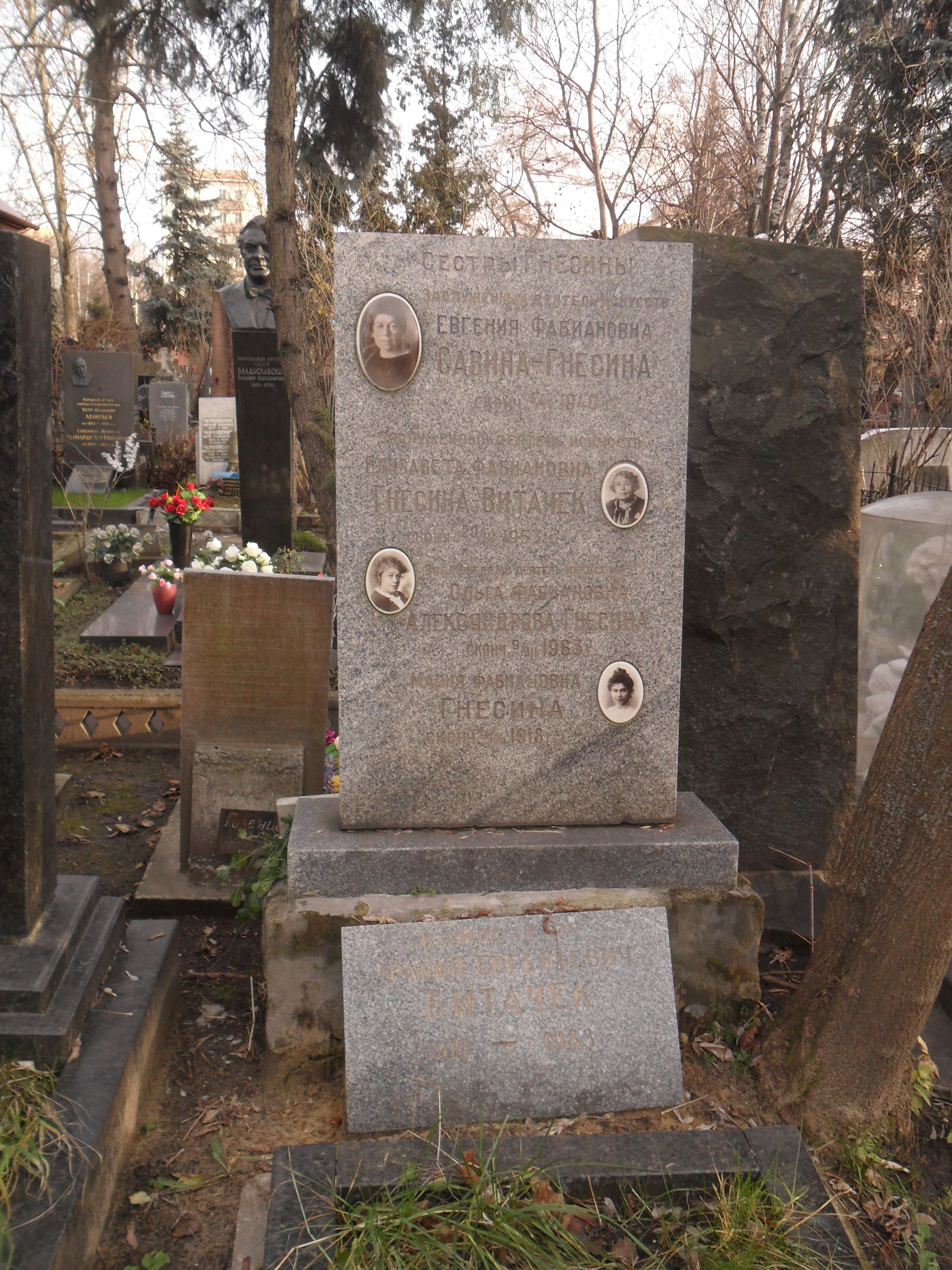
Могила сестер Гнесиных на Новодевичьем кладбище Москвы.

Памятная доска в Ростове-на-Дону

Ольга Фабиановна Гнесина родилась в 1881 году в Ростове-на-Дону в семье городского казённого раввина Фабиана Осиповича (Файвиша Иоселевича) Гнесина (1837—1891), мать — Бейла Исаевна Флейтзингер-Гнесина (урождённая Шима-Бейла Шаевна Флейтзингер; 6 марта 1838, Вильно — 1911, Москва)[1], певица, ученица С. Монюшко. Родители заключили брак 15 июля 1863 года в Вильно.
В 1901 году окончила Музыкальное училище сестёр Е. и М. Гнесиных по классу фортепиано (у её сестры Елены Фабиановны), тем самым, став одной из первых выпускницей Училища. В этом же году стала преподавать фортепиано вместе со старшими сёстрами в Училище. В музыкальных учебных заведениях имени Гнесиных преподавала почти до конца жизни, более 60 лет: в Детской музыкальной школе (семилетке) — до 1955 г., в Музыкальном училище (техникуме) — с 1932 по 1955, в Спецшколе-десятилетке (МССМШ) — с 1946 по 1962, в 1946—1947 гг. — заведующая фортепианным отделом. С 1944 г. в течение нескольких лет вела класс общего фортепиано в ГМПИ им. Гнесиных.
Муж (с 1932) — Александров Дмитрий Константинович (1878/79 — 1947) — химик, профессор Военно-воздушной академии им. проф. Н. Е. Жуковского, генерал-майор инженерных войск.
Умерла 9 марта 1963 года. Похоронена в Москве на Новодевичьем кладбище (участок № 2).

## Награды и премии
- заслуженный артист РСФСР (1935)
- заслуженный деятель искусств РСФСР (14.02.1945)
- орден Ленина (29.12.1954)
- орден «Знак Почёта» (14.02.1945)
- медали